# Ozarba morstatti
Ozarba morstatti är en fjärilsart som beskrevs av Emilio Berio 1938. Ozarba morstatti ingår i släktet Ozarba och familjen nattflyn. Inga underarter finns listade i Catalogue of Life.